# 이인실 (경제학자)
이인실(李仁實, 1956년 7월 23일 ~ , 서울)은 대한민국의 경제학자이다.

## 학력
- 1975년 : 경기여자고등학교 졸업
- 1979년 : 연세대학교 지질학 학사
- 1981년 : 연세대학교 경제학 학사
- 1991년 : 미네소타 대학교 경제학 박사

## 경력
- 1989.08 ~ 1990.09 : 미국 휴스턴대학교 경제학 조교수
- 1992.04 ~ 1999.04 : 하나경제연구소 금융조사팀장
- 1999 ~ 2000 : 한국경제연구원 금융조세연구실장
- 1999.04 ~ 2003.12 : 한국경제연구원 금융재정연구센터 소장
- 2000 : 재정경제부 장관자문기구 금융발전심의회 정책분과위원회 위원
- 2002 : 대통령직속 규제개혁위원회 위원
- 2002 : 금융발전심의회의 정책분과위원회 위원
- 2004.01 ~ 2006.08 : 국회예산정책처 경제분석실장
- 2006.09 ~ 2022.02 : 서강대학교 경제대학원 교수
- 2007 : 한국재정학회 감사
- 한국경제학회 이사
- 2009.05 ~ 2011.07 : 통계청장
- 2012.12 ~ 2013.12 : 한국경제연구학회 회장
- 2013.02 ~ 2015.02 : 서강대학교 대외교류처장
- 2014.01 ~ : 한국경제연구학회 명예회장
- 2017.02 ~ 2019.02 : 서강대학교 지암남덕우경제연구원 원장
- 2017.08 ~ 2026.02 : 한국기술교육대학교 이사
- 2019.02 ~ 2020.02 : 한국경제학회 회장
- 2019.03 : 한국경제학회 신태환학술상위원회 위원장
- 2019.03 : 한국경제학회 최호진학술상위원회 위원장
- 2020.01 ~ 2020.02 : 자유한국당 21대총선 공천관리위원
- 2020.02 ~ 2020.03 : 미래통합당 21대총선 공천관리위원
- 2020.02 : 한국경제학회 명예회장
- 2020.03 ~ 2023.04 : 지속경제사회개발원 이사장
- 2021.03 ~ : 한화생명 사외이사
- 2022.04 ~ 2027.03 : 학교법인 동방문화학원 이사
- 2022.05 ~ 2027.05 : 학교법인 연세대학교 감사
- 2022.10 ~ : 한반도미래인구연구원 원장
- 2024.03 ~ : 삼성SDS 사외이사

## 수상
- 2010년 : 자랑스런 연세 상경인상

| 전임 김대기 | 제12대 통계청장 2009년 5월 11일 ~ 2011년 7월 21일 | 후임 우기종 |